# Paper Wings (Rise Against)
Paper Wings è un singolo della melodic hardcore band statunitense Rise Against. Presa dal loro terzo album Siren Song of the Counter Culture, la canzone si occupa di un rapporto personale piuttosto che del tema politico più usuale della band.
Paper Wings viene anche usata nel videogioco Burnout 3: Takedown.

## Formazione
- Tim McIlrath - voce, chitarra
- Chris Chasse - chitarra, cori
- Joe Principe - basso, cori
- Brandon Barnes - batteria, cori